# Alain Durieux
Alain Durieux (* 2. August 1985) ist ein ehemaliger luxemburgischer Fußballschiedsrichter.

## Karriere

### Ligen und Turniere auf nationaler sowie internationaler Ebene
Durieux leitet spätestens seit 2009 Spiele der Ehrenpromotion und seit 2010 der BGL Ligue. Daneben pfiff er auch Partien außerhalb Luxemburgs, unter anderem in der zweiten belgischen Liga, der deutschen Regionalliga West, der ersten albanischen Liga und der zweiten französischen Liga. Seit 2016 leitet er Qualifikationsspiele zur UEFA Champions League und UEFA Europa League, 2019 wurde er erstmals in der Europa League mit einem Spiel des Hauptwettbewerbs betraut. 
Am 10. Dezember 2022 leitete er bei der Partie FC Victoria Rosport gegen UN Käerjeng 97 sein 1000. und gleichzeitig letztes Spiel, da er zum Ende des Jahres 2022 seine Karriere beendete.

### Länderspiele
Spätestens seit 2014 hatte er Einsätze als Hauptschiedsrichter bei U-17- und U-19-Länderspielen. Seinen ersten Einsatz bei einem Spiel zwischen A-Nationalmannschaften hatte er am 9. Juni 2018 bei einem Testspiel zwischen Finnland und Belarus; das Spiel wurde mit 2:0 von der finnischen Mannschaft gewonnen. Später hatte er unter anderem Einsätze in der UEFA Nations League.